# 滇楠
滇楠（学名：Phoebe nanmu）为樟科楠属下的一个种。

## 扩展阅读
- 維基物種上的相關：滇楠